# Presidenti del Partito Social Democratico (Romania)
Di seguito una lista complessiva dei presidenti del Partito Social Democratico (Romania) (PSD) e dei partiti che ne sono stati i predecessori diretti dal 1990 ad oggi:
- Fronte di Salvezza Nazionale (FSN)
- Fronte Democratico di Salvezza Nazionale (FDSN)
- Partito della Democrazia Sociale di Romania (PDSR)

| N°  | Presidente (Nascita-morte) | Presidente (Nascita-morte) | Mandato          | Mandato          | Durata              | Partito                                                | Note |
| N°  | Presidente (Nascita-morte) | Presidente (Nascita-morte) | Inizio           | Fine             | Durata              | Partito                                                | Note |
| --- | -------------------------- | -------------------------- | ---------------- | ---------------- | ------------------- | ------------------------------------------------------ | --- |
| 1°  |                            | Ion Iliescu (1930- )       | 7 aprile 1990    | 26 luglio 1990   | 0 anni e 110 giorni | FSN                                                    | Già leader del partito, ne fu nominato formalmente presidente nel corso del congresso del 7 aprile 1990. Dopo l'elezione a presidente della repubblica, nel luglio 1990 lasciò l'incarico per incompatibilità di funzioni.                                   |
| 2°  |                            | Petre Roman (1946- )       | 26 luglio 1990   | aprile 1992      | 1 anno e 273 giorni | FSN                                                    | Nel marzo 1992 il partito si scisse in due. La parte maggioritaria fondò il Fronte Democratico di Salvezza Nazionale (FDSN). Roman rimase formalmente presidente del FSN fino al 28 maggio 1993, quando questo fu ridenominato Partito Democratico (Romania) |
| 3°  |                            | Oliviu Gherman (1930-2020) | 27 giugno 1992   | 17 gennaio 1997  | 4 anni e 204 giorni | FDSN (fino al 9 luglio 1993) PDSR (dal 9 luglio 1993)  | Nominato formalmente presidente nel corso del congresso del 27 giugno 1992 |
| 4°  |                            | Ion Iliescu (1930- )       | 17 gennaio 1997  | 10 dicembre 2000 | 3 anni e 328 giorni | PDSR                                                   | Dopo l'elezione a presidente della repubblica, nel dicembre 2000 lasciò l'incarico per incompatibilità di funzioni. |
| 5°  |                            | Adrian Năstase (1950- )    | 10 dicembre 2000 | 21 aprile 2005   | 4 anni e 132 giorni | PDSR (fino al 16 giugno 2001) PSD (dal 16 giugno 2001) | Ad interim dal 10 dicembre 2000 al 19 gennaio 2001. |
| 6°  |                            | Mircea Geoană (1958- )     | 21 aprile 2005   | 20 febbraio 2010 | 4 anni e 305 giorni | PSD                                                    | |
| 7°  |                            | Victor Ponta (1972- )      | 20 febbraio 2010 | 12 luglio 2015   | 5 anni e 142 giorni | PSD                                                    | |
| 8°  |                            | Rovana Plumb (1960- )      | 12 luglio 2015   | 22 luglio 2015   | 0 anni e 10 giorni  | PSD                                                    | Ad interim |
| 9°  |                            | Liviu Dragnea (1962- )     | 22 luglio 2015   | 27 maggio 2019   | 3 anni e 309 giorni | PSD                                                    | Ad interim dal 22 luglio 2015 al 18 ottobre 2015 |
| 10° |                            | Viorica Dăncilă (1963- )   | 27 maggio 2019   | 26 novembre 2019 | 0 anni e 183 giorni | PSD                                                    | Ad interim dal 27 maggio 2019 al 29 giugno 2019 |
| 11° |                            | Marcel Ciolacu (1967- )    | 26 novembre 2019 | in carica        | 5 anni e 175 giorni | PSD                                                    | Ad interim dal 26 novembre 2019 al 22 agosto 2020. |
| —   |                            | Sorin Grindeanu (1973- )   | 20 maggio 2025   | in carica        | 0 anni e 4 giorni   | PSD                                                    | Ad interim |